# 18.ª etapa do Giro d'Italia de 2021
A 18.ª etapa do Giro d'Italia de 2021 teve lugar a 27 de maio de 2021 entre Rovereto e Stradella sobre um percurso de 231 km e foi vencida pelo italiano Alberto Bettiol da equipa EF Education-NIPPO. Um dia mais, o colombiano Egan Bernal manteve a liderança.

## Classificação da etapa
| Rovereto - Stradella | etapa plana | (231 km) |

| \| Classificação por etapas \| Classificação por etapas \| Classificação por etapas \| Classificação por etapas \| Classificação por etapas \| \| Ciclista \| Ciclista \| Equipe \| Tempo \| \| \| ------------------------ \| ------------------------ \| --------------------------- \| ------------------------ \| ------------------------ \| \| 1. \| Alberto Bettiol \| EF Education-Nippo \| 5h14m43s \| \| \| 2. \| Simone Consonni \| Cofidis \| + 17s \| \| \| 3. \| Nicolas Roche \| Team DSM \| + 18s \| \| \| 4. \| Nikias Arndt \| Team DSM \| + 18s \| \| \| 5. \| Diego Ulissi \| UAE Team Emirates \| + 18s \| \| \| 6. \| Samuele Battistella \| Astana-Premier Tech \| + 18s \| \| \| 7. \| Filippo Zana \| Bardiani CSF Faizanè \| + 18s \| \| \| 8. \| Natnael Tesfatsion \| Androni Giocattoli-Sidermec \| + 18s \| \| \| 9. \| Rémi Cavagna \| Deceuninck-Quick Step \| + 24s \| \| \| 10. \| Jacopo Mosca \| Trek-Segafredo \| + 1m12s \| \| |                     |                             |          |
| |                     |                             |          |
| Fonte: ProCyclingStats |                     |                             |          |
| Classificação por etapas |                     |                             |          |
| Ciclista | Ciclista            | Equipe                      | Tempo    |
| 1. | Alberto Bettiol     | EF Education-Nippo          | 5h14m43s |
| 2. | Simone Consonni     | Cofidis                     | + 17s    |
| 3. | Nicolas Roche       | Team DSM                    | + 18s    |
| 4. | Nikias Arndt        | Team DSM                    | + 18s    |
| 5. | Diego Ulissi        | UAE Team Emirates           | + 18s    |
| 6. | Samuele Battistella | Astana-Premier Tech         | + 18s    |
| 7. | Filippo Zana        | Bardiani CSF Faizanè        | + 18s    |
| 8. | Natnael Tesfatsion  | Androni Giocattoli-Sidermec | + 18s    |
| 9. | Rémi Cavagna        | Deceuninck-Quick Step       | + 24s    |
| 10. | Jacopo Mosca        | Trek-Segafredo              | + 1m12s  |

## Classificações ao final da etapa
- As classificações finalizaram da seguinte forma:[2]

### Classificação geral(Maglia Rosa)
| \| Classificação geral \| Classificação geral \| Classificação geral \| Classificação geral \| Classificação geral \| \| Ciclista \| Ciclista \| Equipe \| Tempo \| \| \| ------------------- \| ---------------------- \| ---------------------- \| ------------------- \| ------------------- \| \| 1. \| Egan Bernal \| Ineos Grenadiers \| 77h10m18s \| \| \| 2. \| Damiano Caruso \| Bahrain Victorious \| + 2m21s \| \| \| 3. \| Simon Yates \| BikeExchange \| + 3m23s \| \| \| 4. \| Aleksandr Vlasov \| Astana-Premier Tech \| + 6m03s \| \| \| 5. \| Hugh Carthy \| EF Education-Nippo \| + 6m09s \| \| \| 6. \| Romain Bardet \| Team DSM \| + 6m31s \| \| \| 7. \| Daniel Felipe Martínez \| Ineos Grenadiers \| + 7m17s \| \| \| 8. \| João Almeida \| Deceuninck-Quick Step \| + 8m45s \| \| \| 9. \| Tobias Foss \| Jumbo-Visma \| + 9m18s \| \| \| 10. \| Daniel Martin \| Israel Start-Up Nation \| + 13m37s \| \| |                        |                        |           |
| |                        |                        |           |
| Fonte: ProCyclingStats |                        |                        |           |
| Classificação geral |                        |                        |           |
| Ciclista | Ciclista               | Equipe                 | Tempo     |
| 1. | Egan Bernal            | Ineos Grenadiers       | 77h10m18s |
| 2. | Damiano Caruso         | Bahrain Victorious     | + 2m21s   |
| 3. | Simon Yates            | BikeExchange           | + 3m23s   |
| 4. | Aleksandr Vlasov       | Astana-Premier Tech    | + 6m03s   |
| 5. | Hugh Carthy            | EF Education-Nippo     | + 6m09s   |
| 6. | Romain Bardet          | Team DSM               | + 6m31s   |
| 7. | Daniel Felipe Martínez | Ineos Grenadiers       | + 7m17s   |
| 8. | João Almeida           | Deceuninck-Quick Step  | + 8m45s   |
| 9. | Tobias Foss            | Jumbo-Visma            | + 9m18s   |
| 10. | Daniel Martin          | Israel Start-Up Nation | + 13m37s  |

### Classificação por pontos(Maglia Ciclamino)
| Classificação por pontos | Classificação por pontos | Classificação por pontos | Classificação por pontos | Classificação por pontos |
| Ciclista                 | Ciclista                 | Equipe                   | Pontos                   |                          |
| ------------------------ | ------------------------ | ------------------------ | ------------------------ | ------------------------ |
| 1.                       | Peter Sagan              | Bora-Hansgrohe           | 135 pts                  |                          |
| 2.                       | Davide Cimolai           | Israel Start-Up Nation   | 113 pts                  |                          |
| 3.                       | Fernando Gaviria         | UAE Team Emirates        | 110 pts                  |                          |
| 4.                       | Elia Viviani             | Cofidis                  | 86 pts                   |                          |
| 5.                       | Dries De Bondt           | Alpecin-Fenix            | 63 pts                   |                          |
| 6.                       | Simone Consonni          | Cofidis                  | 60 pts                   |                          |
| 7.                       | Egan Bernal              | Ineos Grenadiers         | 59 pts                   |                          |
| 8.                       | Alberto Bettiol          | EF Education-Nippo       | 53 pts                   |                          |
| 9.                       | Nikias Arndt             | Team DSM                 | 53 pts                   |                          |
| 10.                      | Edoardo Affini           | Jumbo-Visma              | 50 pts                   |                          |

### Classificação da montanha(Maglia Azzurra)
| Classificação da montanha | Classificação da montanha | Classificação da montanha | Classificação da montanha | Classificação da montanha |
| Ciclista                  | Ciclista                  | Equipe                    | Pontos                    |                           |
| ------------------------- | ------------------------- | ------------------------- | ------------------------- | ------------------------- |
| 1.                        | Geoffrey Bouchard         | AG2R Citroën Team         | 180 pts                   |                           |
| 2.                        | Egan Bernal               | Ineos Grenadiers          | 109 pts                   |                           |
| 3.                        | Daniel Martin             | Israel Start-Up Nation    | 79 pts                    |                           |
| 4.                        | Bauke Mollema             | Trek-Segafredo            | 53 pts                    |                           |
| 5.                        | Lorenzo Fortunato         | Eolo-Kometa               | 52 pts                    |                           |
| 6.                        | Damiano Caruso            | Bahrain Victorious        | 41 pts                    |                           |
| 7.                        | Dries De Bondt            | Alpecin-Fenix             | 39 pts                    |                           |
| 8.                        | João Almeida              | Deceuninck-Quick Step     | 30 pts                    |                           |
| 9.                        | Jan Tratnik               | Bahrain Victorious        | 26 pts                    |                           |
| 10.                       | Romain Bardet             | Team DSM                  | 22 pts                    |                           |

### Classificação dos jovens(Maglia Bianca)
| Classificação dos jovens | Classificação dos jovens | Classificação dos jovens | Classificação dos jovens | Classificação dos jovens |
| Ciclista                 | Ciclista                 | Equipe                   | Tempo                    |                          |
| ------------------------ | ------------------------ | ------------------------ | ------------------------ | ------------------------ |
| 1.                       | Egan Bernal              | Ineos Grenadiers         | 77h10m18s                |                          |
| 2.                       | Aleksandr Vlasov         | Astana-Premier Tech      | + 6m03s                  |                          |
| 3.                       | Daniel Felipe Martínez   | Ineos Grenadiers         | + 7m17s                  |                          |
| 4.                       | João Almeida             | Deceuninck-Quick Step    | + 8m45s                  |                          |
| 5.                       | Tobias Foss              | Jumbo-Visma              | + 9m18s                  |                          |
| 6.                       | Attila Valter            | Groupama-FDJ             | + 35m12s                 |                          |
| 7.                       | Lorenzo Fortunato        | Eolo-Kometa              | + 38m31s                 |                          |
| 8.                       | Michael Storer           | Team DSM                 | + 1h36m47s               |                          |
| 9.                       | Einer Rubio              | Movistar Team            | + 1h43m37s               |                          |
| 10.                      | Alessandro Covi          | UAE Team Emirates        | + 1h46m33s               |                          |

### Classificação por equipas"Súper team"
| Classificação por equipes | Classificação por equipes | Classificação por equipes | Classificação por equipes |
| Equipe                    | Equipe                    | Tempo                     |                           |
| ------------------------- | ------------------------- | ------------------------- | ------------------------- |
| 1.                        | Team DSM                  | 231h54m20s                |                           |
| 2.                        | Ineos Grenadiers          | + 5m07s                   |                           |
| 3.                        | Trek-Segafredo            | + 13m18s                  |                           |
| 4.                        | Astana-Premier Tech       | + 28m53s                  |                           |
| 5.                        | Jumbo-Visma               | + 31m47s                  |                           |
| 6.                        | Team BikeExchange         | + 49m33s                  |                           |
| 7.                        | Movistar Team             | + 52m35s                  |                           |
| 8.                        | EF Education-Nippo        | + 54m54s                  |                           |
| 9.                        | Deceuninck-Quick Step     | + 1h10m34s                |                           |
| 10.                       | UAE Team Emirates         | + 1h21m39s                |                           |

## Abandonos
- Remco Evenepoel não tomou a saída depois de sofrer uma queda durante a etapa anterior.[3]
- Giulio Ciccone não tomou a saída depois de sofrer uma queda durante a etapa anterior.[4]
- Nick Schultz não tomou a saída depois de se fracturar uma mão como consequência de uma queda durante a etapa anterior.[5]